# Sonia Escudero
Sonia Margarita Escudero (Salta, 14 de dezembro de 1953) é uma política argentina do Partido Justicialista. Tem assento no Senado Argentino representando a Província de Salta, até 2009, no bloco majoritário da Frente para a Vitória. É Secretária Geral do Parlamento Latino-Americano.
Escudero formou-se como advogada na Universidade Católica de Salta e exerceu advocacia em privado de 1977 a 1996. Foi assessora jurídica em várias funções para as legislaturas e o governo de Salta e foi procuradora pública em Salta em 1988–90. Também lecionou na Universidade Católica de Salta.
Escudero foi eleita para o Senado Argentino em 2001 e foi reeleita em 2007. É Secretária Geral do Parlamento Latino-Americano, integrando a delegação argentina a esse órgão.
Escudero sentou-se no bloco governante da Frente para a Vitória no Senado até 20 de fevereiro de 2009, quando seu colega senador de Salta, Juan Carlos Romero, anunciou que deixariam o bloco da maioria.